# Deportes Santa Cruz
Club de Deportes Santa Cruz – chilijski klub piłkarski z siedzibą w mieście Santa Cruz leżącym w regionie Liibertador Bernardo O’Higgins.

## Osiągnięcia
- Mistrz trzeciej ligi chilijskiej (Tercera división chilena): 1991